# 5e eeuw v.Chr.
De 5e eeuw v.Chr. (van de christelijke jaartelling) is de 5e periode van 100 jaar, dus bestaande uit de jaren 500 tot en met 401 v.Chr. De 5e eeuw v.Chr. behoort tot het 1e millennium v.Chr.

## Langjarige gebeurtenissen
Perzische Rijk

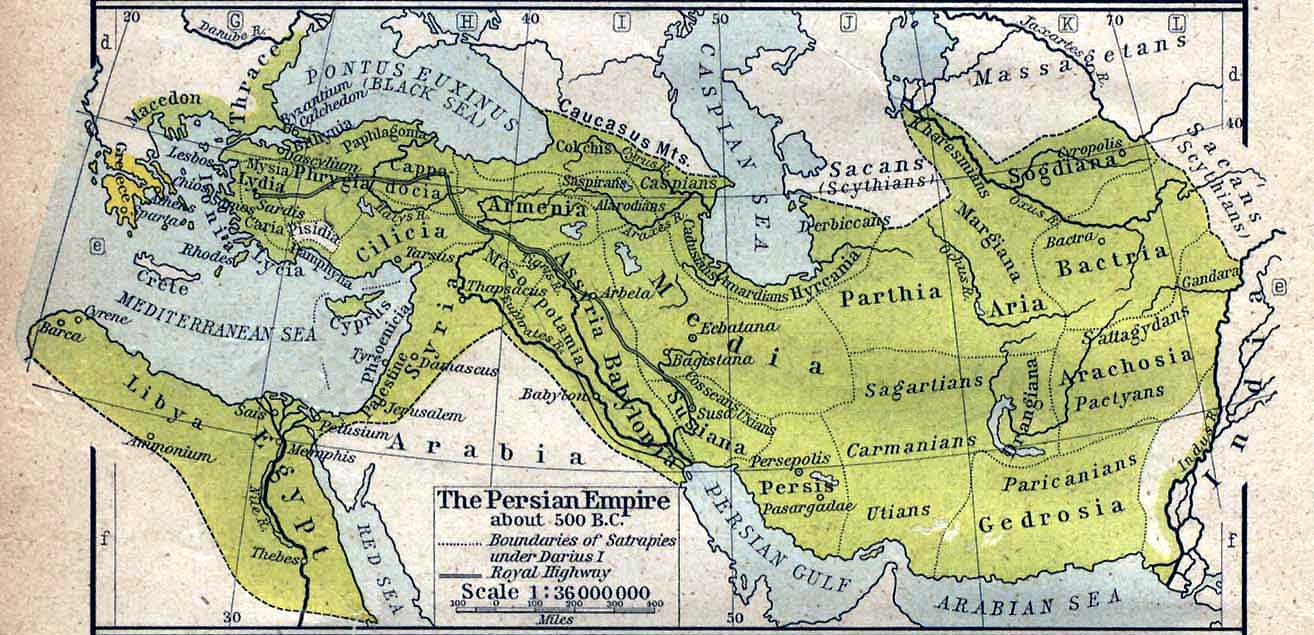
Perzische Rijk rond 500 v.Chr.

- Het Perzische Rijk staat in deze tijd op het toppunt van zijn macht. De Achaemeniden heersen over een gebied dat reikt van Egypte tot aan de Indus.
- 499-493 v.Chr. : Ionische Opstand. Het oude Griekenland is een verzameling van poleis of stadstaten, die verbonden sluiten met andere machten om zo overwinningen te behalen. Zo zoekt Aristagoras, tiran van Milete, steun bij andere Griekse stadstaten, tegen zijn meester, de Perzische koning Darius I. In de Slag bij Lade verliezen de Grieken de oorlog.
- De Joden mogen onder de Achaemeniden een militaire kolonie stichten in Elephantine.
- 492-490 v.Chr. : Eerste Perzische Oorlog. Darius I zint op wraak
- 485 v.Chr. : Koning Darius I sterft, hij wordt opgevolgd door zijn zoon Xerxes I. Hij trouwt onder andere met een joodse meisje Hadassa. Als koningin Esther voorkomt zij de uitroeiing van de joden. Dit wordt nog jaarlijks herdacht in het Lotenfeest.
- 480-479 v.Chr. : Tweede Perzische Oorlog. Deze maal onder leiding van Sparta verslaan de Grieken de Perzen. Koning Leonidas I van Sparta sneuvelt tijdens de Slag bij Thermopylae (480 v.Chr.).
- 477-449 v.Chr. : Oorlogen van de Delische Bond. Om zich te verdedigen tegen de Perzen, sluiten de Grieken een samenwerkingsverbond, de Delische Bond.
- 466 v.Chr. : Slag bij de Eurymedon. De Perzen lijden een zware nederlaag.
- 460-455 v.Chr. : Egyptische revolte. De opstandige prins Inaros krijgt steun van Athene, zonder succes.
- 449 v.Chr. : Vrede van Callias. Er komt een einde aan de Perzische Oorlogen.
- 444-404 v.Chr. : Tijdens deze periode brokkelt het centrale gezag en de macht van de koning af.

De Oud-Griekse architectuur bereikt een hoogtepunt met de tempel voor Zeus in Olympia, het Parthenon, het Erechtheion en de tempel voor Nikè op de Akropolis in Athene. 
Middellandse zee
- Na de verovering van Fenicië door de Perzen omstreeks 500 v.Chr. wordt de maritieme en commerciële invloed van Fenicië minder en wordt haar rol als handelaar in de Middellandse Zee overgenomen door Carthago en de Griekse stadstaten.

Hellas
- Om zich in de toekomst beter tegen Perzië te kunnen verdedigen, sluiten de bevrijde stadstaten en eilanden in 477 v.Chr. een verbond met Athene: de Delisch-Attische Zeebond. Elk lid moet geld of schepen leveren; het geld wordt eerst bewaard op het eiland Delos en later in Athene.
- De Eerste Peloponnesische Oorlog (460 v.Chr. - circa 445 v.Chr.) wordt uitgevochten tussen Sparta als de leiders van de Peloponnesische Bond en Sparta's andere bondgenoten, met name Thebe, en de Delische Bond geleid door Athene met de steun van Argos. Deze oorlog bestaat uit een reeks van conflicten en kleine oorlogen, zoals de Tweede Heilige Oorlog. Er zijn verschillende oorzaken voor de oorlog, inclusief de bouw van de Atheense lange stadsmuren, het overlopen van Megara en de afgunst van Sparta bij het groeien van het Atheense Rijk.
- Pas in 448 v.Chr. wordt er vrede met Perzië gesloten. Daarna breekt er een oorlog uit tussen Athene en Sparta, die in 445 v.Chr. eindigt met de wederzijdse erkenning van de Peloponnesische Bond onder leiding van Sparta en de Delisch-Attische Zeebond onder leiding van Athene. Maar korte tijd later volgt de Peloponnesische Oorlog (431-404 v.Chr.) tussen Athene en Sparta, een strijd die uitloopt op een Atheense nederlaag en zo een einde maakt aan de Atheense hegemonie.
- De tijd van Perikles is de "Gouden Eeuw" van Athene; na de Perzische Oorlogen beleeft het geestesleven er zijn hoogste ontplooiing.

Cultuur
- de cultus van Pan volgt na de Slag bij Marathon (490 v.Chr.)
- Attische tragedie: de periode van de drie grote tragedieschrijvers Aischylos, Sophocles en Euripides is het hoogtepunt van deze traditie rond de Dionysia.

Europa
- De Kelten beheersen het grootste deel van Midden- en West-Europa. Hun La Tènecultuur heeft een dusdanig peil bereikt dat zij op sommige gebieden die van de Romeinen overstijgt. Gedurende deze periode weten de Kelten hun gebieden maximaal uit te breiden. In eerste instantie in Noord-Italië en Griekenland, later in het huidige Turkije en Groot-Brittannië.
- Het eiland Elba wordt bewoond door de Etrusken, die afkomen op het vele ijzer dat op het eiland is te vinden. Het ijzererts wordt ter plaatse bewerkt tot ijzer. Het wordt verscheept naar de Etruskische steden en verkocht aan de Grieken in Groot-Griekenland.

Wetenschap
- Omstreeks deze tijd wordt in Babylonië het idee nul toegevoegd, als plaatsvervangend teken voor bv. nul honderden. Dit is de basis voor het tientallig stelsel (algemener: voor ieder n-tallig stelsel - het Babylonische stelsel was 60-tallig).
- Ontstaan van de geschiedwetenschap. Herodotus van Halicarnassus, Grieks geschiedschrijver, schrijft de Historiën en Thucydides "De Geschiedenis van de Peloponnesische Oorlog".

filosofie en levensbeschouwing
- Stromingen van de Presocratische filosofie, zoals de Atomisten en de Abderieten
- Gedurende 45 jaren reist Gautama Boeddha door de staten van Noord-India. Hij wordt een zeer gerespecteerde spirituele leider. De koningen van de twee grootste staten (Kosala en Magadha) worden zijn discipelen, net als vele anderen uit alle lagen van de bevolking. Veel mensen besluiten monnik (bhikkhu) of non (bhikkhuni) te worden in de monastieke orde (de Sangha) van de Boeddha.

Zeevaart
- Een Carthaagse expeditie onder leiding van Hanno exploreert de Atlantische kust van Afrika, vermoedelijk tot aan de Golf van Guinee. Zij slagen er ook in om rond Afrika te varen volgens Herodotus, die verhaalt over een Fenicische expeditie die langs de Rode Zee wordt gezonden door farao Necho II van Egypte. Zij komen na drie jaar terug aan via de Zuilen van Hercules.
- Necho II laat tijdens de Saïtische Renaissance volgens Herodotus de Feniciërs om Afrika heenvaren nadat zijn pogingen om een kanaal te graven tussen de Middellandse Zee en de Rode Zee mislukt zijn.

Innovatie
- In China wordt de hoogoven gebruikt.[1]

militair
- De katapult wordt uitgevonden in het oude Griekenland of Magna Graecia.
- De Chinese generaal Sun Tzu schrijft De kunst van het oorlogvoeren.

## Belangrijke personen uit de 5e eeuw v.Chr.

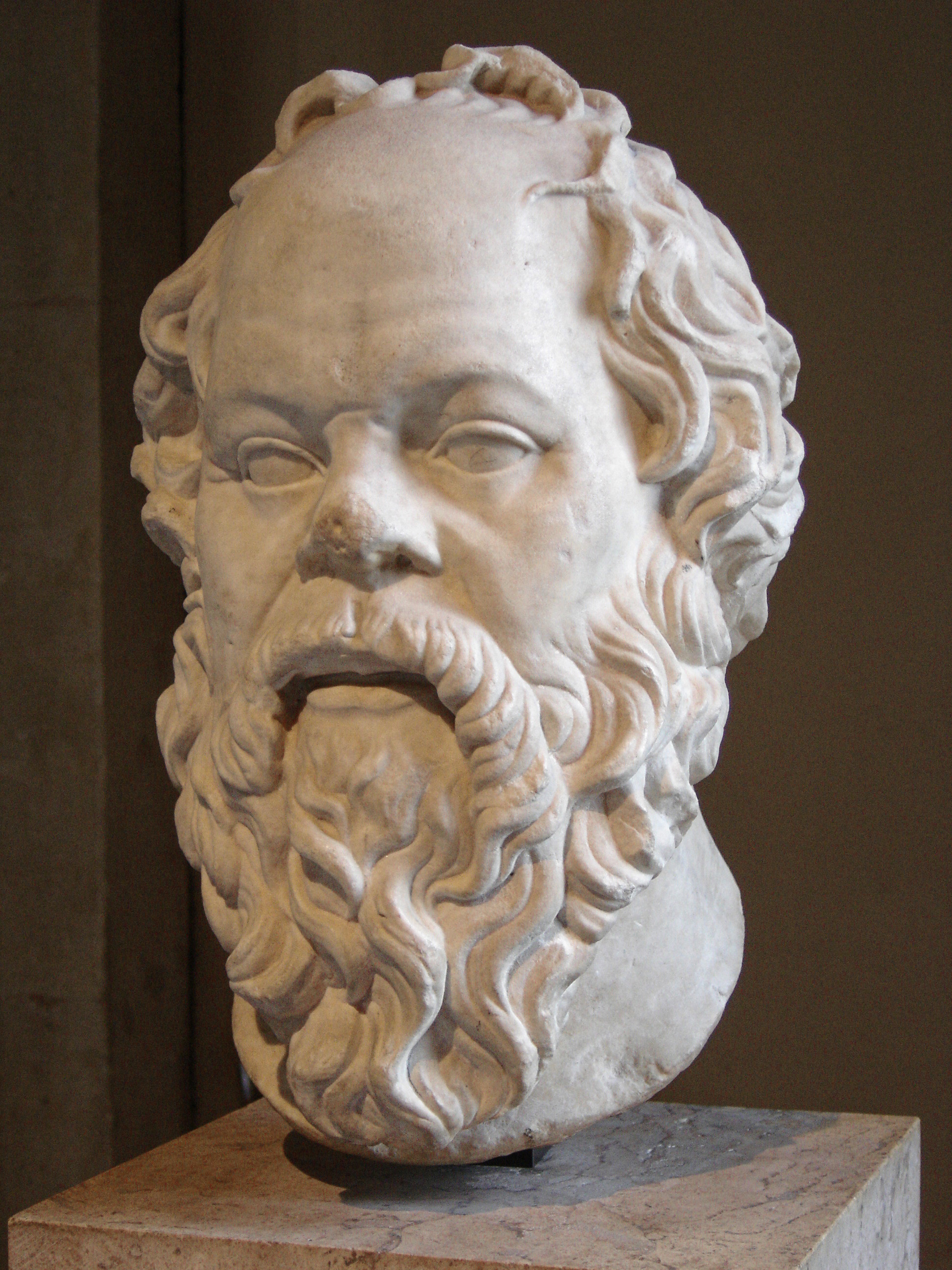
Socrates

- Plato, Grieks filosoof - geboren op 428 v.Chr.
- Socrates, Grieks filosoof - geboren op 470 v.Chr.
- Boeddha en Mahavira, stichters van het Boeddhisme en het Jaïnisme.

<< · 499-490 · 489-480 · 479-470 · 469-460 · 459-450 · 449-440 · 439-430 · 429-420 · 419-410 · 409-400 · >>
<< · 10e · 9e · 8e · 7e · 6e · 5e · 4e · 3e · 2e · 1e · >>